# Oddvar Hansen
Oddvar Hansen (* 11. April 1921 in Bergen; † 31. März 2011 ebenda) war ein norwegischer Fußballspieler, -trainer, -funktionär und Tischtennisspieler.

## Werdegang
Hansen spielte zwischen 1940 und 1956 für die Wettkampfmannschaft von Brann Bergen, für die er 156 Pflichtspiele bestritt. 1950 erreichte er mit ihr das Endspiel um den Landespokal, in dem sie Fredrikstad FK mit einer 0:3-Niederlage unterlag. Zwischenzeitlich war er zum Nationalspieler in der norwegischen Landesauswahl avanciert. Zwischen 1948 und 1954 lief er in 19 Spielen im Nationaljersey auf.
1955 übernahm Hansen das Traineramt bei SK Brann, das er bis 1957 ausübte. Zwischen 1960 und 1963 sowie erneut zwischen 1965 und 1968 trainierte er die Mannschaft erneut. Unter seiner Leitung wurde der Klub dabei 1962 und 1963 jeweils Landesmeister. Zudem saß Hansen im Auswahlkomitee des Norges Fotballforbund für die Nationalmannschaft.
Hansen war Mitglied im Vereinsvorstand, in der Leitung des Stadions und im Aufsichtsrat des SK Brann.
1947 war er norwegischer Landesmeister im Tischtennis.